# Милтон (ураган)
Ураган «Милтон» (англ. Hurricane Milton) — чрезвычайно мощный атлантический ураган 5 категории, который стал самым интенсивным тропическим циклоном, когда-либо зарегистрированным над Мексиканским заливом, сравнявшись с ураганом Рита 2005 года. Тринадцатый поименованный шторм, девятый ураган, четвёртый крупный ураган и второй ураган 5 категории сезона ураганов в Атлантике 2024 года. Милтон обрушился на американский штат Флорида, менее чем через две недели после того, как ураган Хелен опустошил регион Биг-Бенд в этом штате. На пике своего развития ураган стал четвёртым по интенсивности в Атлантическом океане за всю историю наблюдений и самым сильным тропическим циклоном в 2024 году.
В преддверии урагана во Флориде было объявлено чрезвычайное положение, и жителям было приказано эвакуироваться, что привело к одной из крупнейших эвакуаций Флориды за всю историю наблюдений.

## Метеорологическая история

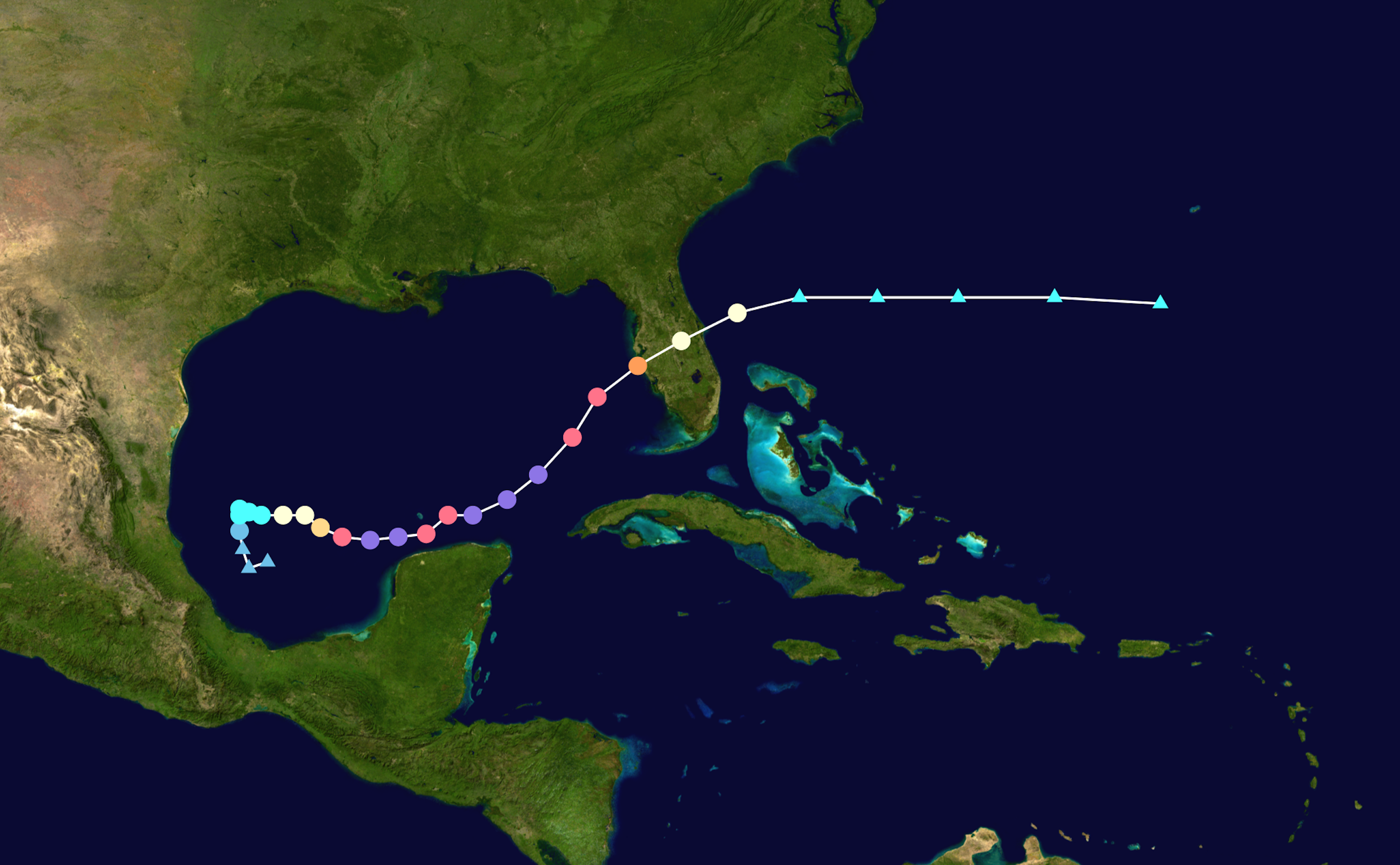
Карта с указанием курса и интенсивности шторма по шкале Саффира — Симпсона.

## Последствия

### Куба
Когда Милтон приблизился к Кубе, его дождевые полосы вызвали наводнение, о котором сообщалось в Сурджидеро-де-Батабано. В заливе Гаваны ухудшение погодных условий из-за Милтона заставило чиновников приостановить паромное сообщение 8 октября.

### Флорида
Запуск с космодрома мыса Канаверал ракеты Falcon Heavy, несущей станцию НАСА Europa Clipper, направляющейся с научной миссией к спутникам Юпитера Европе и Ганимеду из-за урагана был смещён на четыре дня: с 10 октября на 14-е.